# クレヨンしんちゃん 嵐を呼ぶ ねんどろろ〜ん大変身!
『クレヨンしんちゃん 嵐を呼ぶ ねんどろろ〜ん大変身!』（クレヨンしんちゃん あらしをよぶ ねんどろろ〜んだいへんしん）は、臼井儀人の漫画『クレヨンしんちゃん』を原作とするニンテンドーDS用ソフト。DS用ソフトとしては第3弾になる。脚本監修は同作のアニメ版監督（3代目）であるムトウユージが務めた。バンダイナムコゲームスのバンプレストレーベルより2009年3月19日発売。

## 登場人物

### 原作に登場するキャラクター
しんのすけ
声：矢島晶子
主人公。今作では体が粘土のようになってしまい、様々な形や色々なものに変身できる。敵を粘土に変えるネンドロビームを尻に挟んで使用する。
みさえ
声：ならはしみき
しんのすけの母。コーネルによって、アマゾンのジャングルに飛ばされ、そこでミストサウナにはまっていた。パックした顔で敵の動きを止めることができる。ラストでは自宅から持ち込んできたあるものによって、事件を解決へと導いた。
ひろし
声：藤原啓治
しんのすけの父。コーネルによって、ハワイ州の火山に飛ばされる。靴下キックで相手をイチコロにできる。
ひまわり
声：こおろぎさとみ
しんのすけの妹。コーネルによって、アラスカ州の雪原に飛ばされる。怪力で重い物を動かせる。
シロ
声：真柴摩利
野原家で飼われている犬。コーネルによって、サハラ砂漠に飛ばされる。特定のポイントを掘ってアイテムや足場を出すことができる。
風間くん
声：真柴摩利
かすかべ防衛隊メンバー。コーネルによって、ハワイ州の火山に飛ばされる。もえPステッキでしんのすけの毒状態を解毒したり、ブロックのヒビを直すことが可能。
ネネちゃん
声：林玉緒
かすかべ防衛隊メンバー。コーネルによって、アラスカ州の雪原に飛ばされる。ウサギのオーラをまとってブロックを破壊できる。
マサオくん
声：一龍斎貞友
かすかべ防衛隊メンバー。コーネルによって、アマゾンのジャングルに飛ばされる。涙で敵を攻撃する。
ボーちゃん
声：佐藤智恵
かすかべ防衛隊メンバー。コーネルによって、サハラ砂漠に飛ばされる。鼻水で特殊なフックに捕まり、それにぶら下がることができる。

### その他のキャラクター
よしなが先生
声：高田由美
物語の冒頭に少しだけ登場。しんのすけのねんどで作った作品を注意した。
ななこ
声：紗ゆり
しんのすけの憧れの女子大生。ある事情からコーネルに攫われていたが、しんのすけが助けに来てくれることを信じていた。コーネルとの対決で助け出された後は春日部へ帰還した。

### ゲームオリジナルキャラクター
コロンちゃん / ウン=コロン
声：本名陽子
カタイ王国の王女・ウン=コロンが、ネンドコネクターとの戦いの末に分離して幼児化した姿。正体は絶世の美女。ウンちゃんと共にしんのすけを全力でサポートする。
ウンちゃん
声：古谷徹
カタイ王国の王女・ウン=コロンが、ネンドコネクターとの戦いで分離した帽子のような姿。中に野原一家やかすかべ防衛隊を待機させることが可能。顔がシロにそっくり。
コーネル・ネンドース
声：滝口順平
本作の黒幕でネンドネシアの国王。しんのすけたちの住む世界をすべてねんどの国にしてしまおうと企んでいる。口癖は「おしおきだネーン!!」。
アララ
声：小田敏充
ネンドコネクターの一人。「アララー」が口癖。無気力でやる気が感じられない。物語の冒頭でウン=コロンにやられる。
シクク
声：小林ゆう
ネンドコネクターの一人。アラスカエリアのボス。名前の通り、シクシクと泣く。感情が高ぶると、セイウチに変身する。イケメンの写真集を集めている。同じくイケメンが好きであるひまわりを気に入っている。
ドドン
声：楠見尚己
ネンドコネクターの一人。ハワイエリアのボス。ゴリラに変身するが、ゴリラ呼ばわりされるのは嫌い。
ヘケケ
声：杉田智和
ネンドコネクターの一人。アマゾンエリアのボス。変装したり、カメレオンのように姿を消すことが得意。いつもハイテンション。みさえに変装してしんのすけを騙そうとしたが、すぐに見抜かれてしまった。この戦いのみレースのような形でボスより早くゴールすることが勝利条件。
ルルン
声：本田貴子
ネンドコネクターの一人。サハラエリアのボス。ラクダのような体をしている。趣味は日光浴。デートの時間を気にしてばかりいる。